# اسکار لوتس
اسکار لوتس (استونیایی: Oskar Luts; ۷ ژانویهٔ ۱۸۸۷ – ۲۳ مارس ۱۹۵۳) نویسنده و نمایش‌نامه‌نویس اهل استونی بود.
رمان بهار (Kevade) از شناخته شده‌ترین آثار وی محسوب میشود. وی در سال ۱۹۴۵ نشان نویسنده ملی استونی را کسب کرده است.